# Unpregnant
Unpregnant è un film del 2020 diretto da Rachel Lee Goldenberg con protagoniste Haley Lu Richardson e Barbie Ferreira, basato sull'omonimo romanzo di Ted Caplan e Jenni Hendricks.

## Trama
Veronica, una diciassettenne del Missouri, scopre di essere rimasta incinta. La gravidanza imprevista minaccia di porre fine ai suoi sogni di iscrizione al college e alla carriera che ne conseguirebbe.

## Produzione
A giugno 2019, la HBO Max ha annunciato la produzione del film basato sul romanzo Unpregnant di Ted Caplan e Jenni Hendricks, affidandone la regia a Rachel Lee Goldenberg. Nel mese di settembre Haley Lu Richardson e Barbie Ferreira si sono unite al cast del film in vesti di protagoniste. Il mese successivo è stata annunciata la presenza della cantante Betty Who, al suo debutto cinematografico.

## Distribuzione
Il film è stato reso disponibile il 10 settembre 2020 su HBO Max.